# Buddha

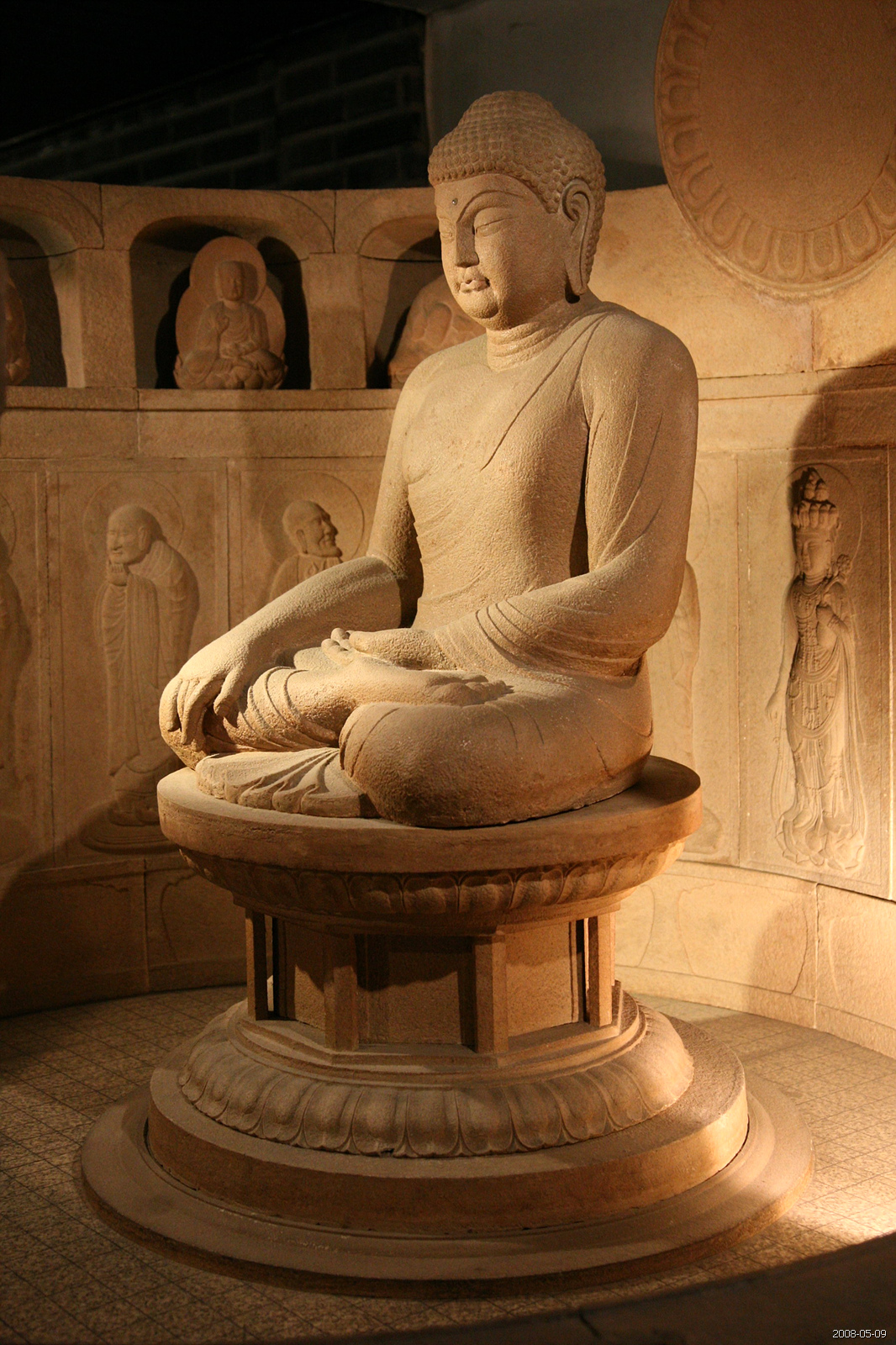
Buddha v jihokorejském Sokkuramu

Buddha (v sanskrtu (बुद्ध) a pálí: buddha, v tibetštině: sanggjä (sangs-rgyas), překlad probuzený, osvícený) je výraz, který v buddhismu popisuje bytost, která dosáhla dokonalé realizace, tzv. osvícení, a tak definitivně ukončila koloběh neustálého zrozování (samsáry).
Plně probuzené bytosti jsou osvobozené od tzv. tří jedů mysli (nevědomost, hněv a chtivost) a od připoutaností (samjódžana) poutajících bytosti v samsáře. Jsou tak osvobozeny od utrpení a neustálého znovuzrozování, plně chápou pravou podstatu bytí (tzv. tři univerzální charakteristiky existence – nestálost, neuspokojivost a bezpodstatnost) a jsou naplněny soucitem ke všem bytostem. Původně se jednalo spíše o titul než o označení jedné konkrétní osoby, avšak slovo buddha je běžně používáno pro označení historického Buddhy, vlastním jménem Siddhártha Gautama. Buddha také tvoří jeden ze tří klenotů. Většina soch ho zobrazuje s protáhlými ušními lalůčky, které symbolizují jeho schopnost dokonalého vnímání (naslouchání).
V českém jazyce se často píše „Budha“, pak se ale zaměňuje se staroindickým božstvem a názvem planety Merkur. Též je často zvykem psát slovo Buddha s velkým počátečním písmenem, jestliže označuje tzv. historického Buddhu – Siddhárthu Gautama, případně je-li slovem Buddha míněn jeden ze tří klenotů, a s malým počátečním písmenem, jestliže je tímto pojmem označována jakákoli osvícená bytost. V jednotlivých školách je však výraz buddha používán i v jiných významech, následující popis podává stručný výklad těch nejzákladnějších pojetí tohoto pojmu v buddhismu.

## Typologie buddhů

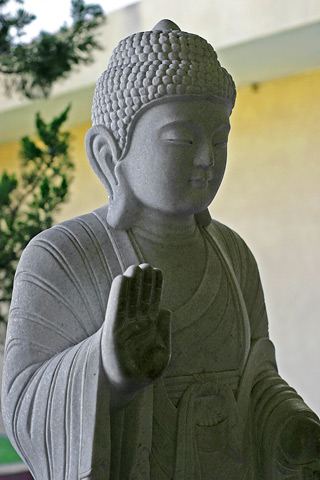
Socha buddhy

Provést obecnou typologii buddhů (tj. plně probuzených bytostí) je obtížné vzhledem k množství buddhistických škol. Přesto z textů jednotlivých škol lze vyvodit níže uvedené základní členění, které vychází z toho, jakým způsobem lze dosáhnout probuzení. Co se týče osvícení – prožitku nirvány, podle starších škol není mezi jednotlivými typy buddhů žádný rozdíl, odlišnosti jsou pouze v okolnostech, za jakých dosáhli osvícení, v nadpřirozených schopnostech a učitelských dovednostech. Avšak podle mahájány a vadžrajány nedosahuje prožitek nirvány šrávaků a pratjéka-buddhů stejné hloubky jako osvícení samjaksam-buddhy.
Následující členění má také význam pro pochopení historického vývoje buddhismu, protože se stalo podkladem pro rozlišování tří druhů duchovních cest – cesta žáka (šrávaky), cesta pratjékabuddhy, cesta bódhisattvy. Zdůraznění cesty bódhisattvy se stalo později předpokladem vzniku Mahajány. Obecně lze říci, že je-li používáno slovo buddha nebo buddhovství, je jím většinou myšlen samjaksam-buddha.

### Šrávaka-buddha

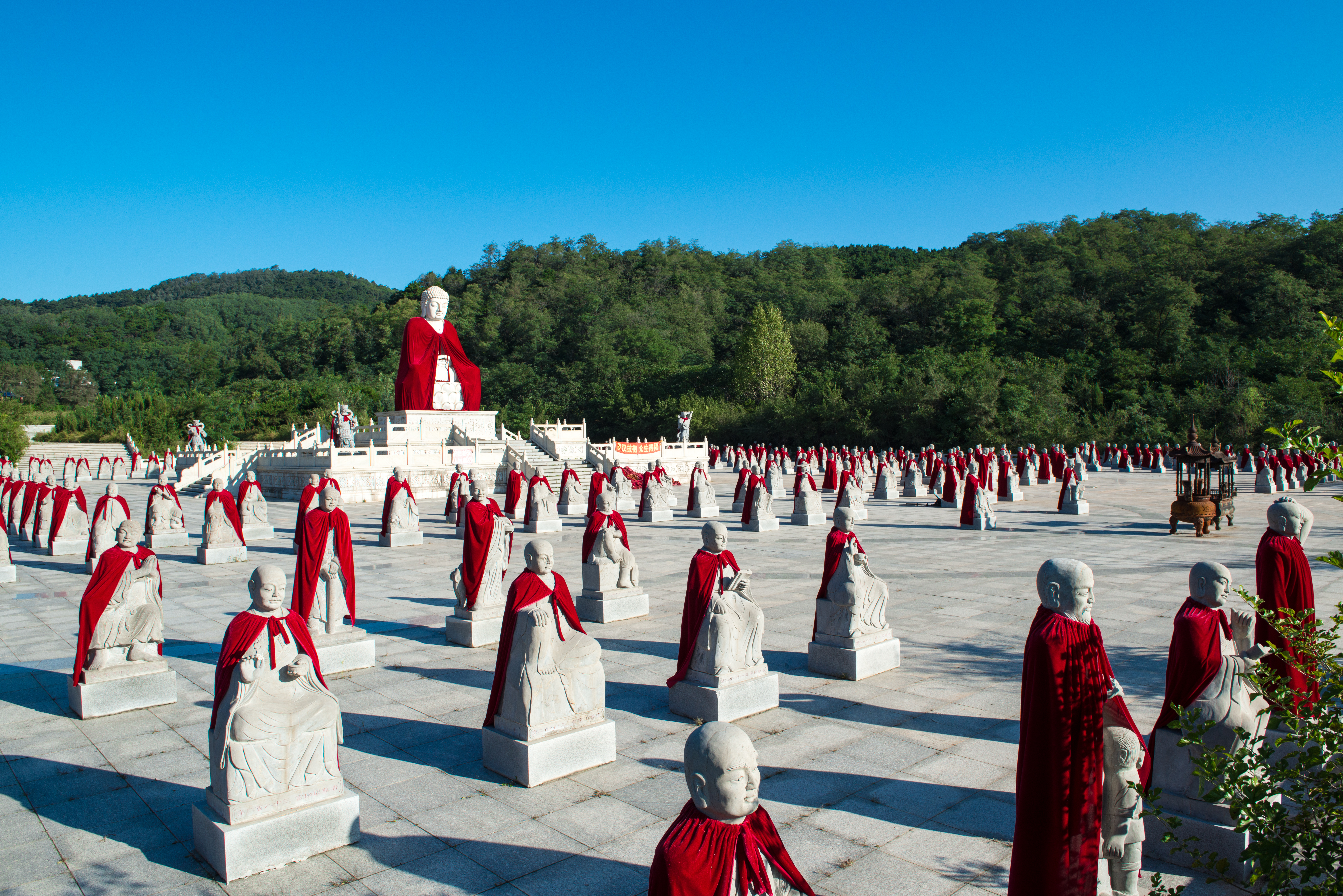
Buddha s 500 arhaty v čínském Fu-šunu, provincie Liao-ning

Šrávaka-buddha nebo častěji jen šrávaka (v pálí sávaka-buddha nebo sávaka) doslovný překlad probuzený/buddha/-žák/šrávaka/). Šrávaka-buddhové se objevují jen v době, kdy je známé učení nějakého samjaksambuddhy, jelikož sami nejsou schopni objevit cestu vedoucí k osvícení. Na základě instrukcí samjaksambuddhy plně vyhladí nečistoty mysli, realizují tak konečnou pravdu a dosáhnou osvobození od neustálého znovuzrozování (samsáry). V théravádě jsou spíše označování jako arhanté, což je zjednodušení, jelikož arhantem je každá plně probuzená bytost, zbavená všech nečistot mysli. V mahájáně a vadžrajáně jsou často nazýváni jen jako šrávakové (tj. žáci), což má v kontextu textů těchto škol mírně pejorativní nádech. Probuzení žáci v závislosti na zásluhách nasbíraných v předchozích životech ovládají nadpřirozené schopnosti či učitelské dovednosti. Někteří se mohou svou moudrostí nebo nadpřirozenými schopnostmi do určité míry blížit moudrosti a schopnostem samjaksambuddhy, naopak někteří „kromě“ zážitku probuzení nemusí ovládat žádné nadpřirozené schopnosti a ani nemusí být příliš dovední jako učitelé. Je ale nutné si uvědomit, že jejich schopnost vyučovat dharmu je vždy odvozena od samjaksambuddhy. Kdyby neznali jeho učení, nebyli by schopni předávat dharmu ostatním bytostem stejně jako pratjéka-buddhové.

### Pratjéka-buddha
Pratjéka-buddha (v pálí paččéka-buddha, tzv. osamělý buddha nebo buddha samotář). Na základě nezměrných zásluh a moudrosti, které nashromáždily v předchozích životech, dosáhnou tyto bytosti osvícení, aniž by následovaly učení nějakého učitele. Objevují se v době, kdy není známa dharma a neobjevil se žádný probuzený učitel (samjaksambuddha), který by dharmu vyučoval. Po svém probuzení žijí tiše v ústraní, aniž by vyučovali a tak si objevenou dharmu nechávají sami pro sebe. Údajně jsou schopní druhým vysvětlit, jakým způsobem žít svatý život, ale nedokáží popsat, jak lze dojít k osvícení. Jsou často přirovnáváni k němému, který by chtěl vyprávět svůj nádherný sen.

### Samjaksam-buddha

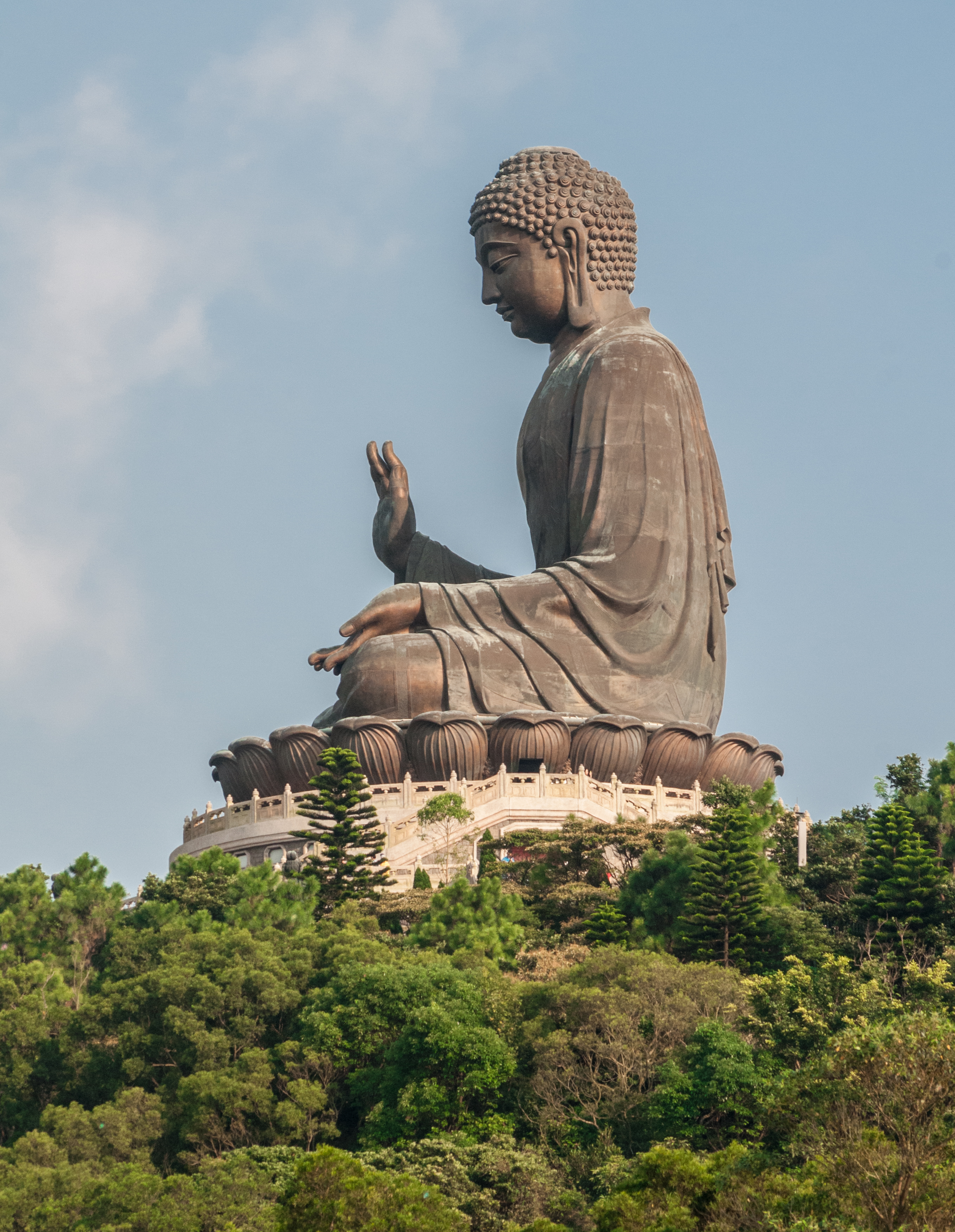
Velká socha Buddhy v Hongkongu

Samjaksam-buddha (v pálí sammá-sambuddha) podle původního pojetí se jednalo o obyčejného člověka, který byl na základě zásluh nasbíraných v předchozích životech schopen objevit cestu k dosažení probuzení v době, kdy učení (dharma) bylo zapomenuto. Výsledkem obrovského množství nashromážděných zásluh je, že jsou obdařeni vševědoucností a dalšími nadpřirozenými schopnostmi, které nemají šrávakabuddhové a ani pratjékabuddhové. Tyto schopnosti jim napomáhají v jejich učitelském poslání. Všeobjímající soucit k všem bytostem dosahuje u samjaksam-buddhů nezměrné úrovně, jaké nejsou schopni oba předchozí typy buddhů.
Dle nejstarších škol probíhá život každého samjaksambuddhy a jeho cesta k osvícení podle předem daných pravidel. Před dosažením probuzení se samjaksambuddhové nazývají bódhisattvové, což jsou podle původního učení taktéž obyčejné bytosti, které v dávném věku před jiným samjaksambuddhou učinili slib, že jednoho dne uskuteční nejvyšší dokonalé osvícení, aby tak pomohli jiným bytostem najít cestu ke svobodě. Pokaždé, když bódhisattva nahromadí dostatečný počet zásluh, narodí se v nebeském světě zvaném Tušita, kde čeká na příhodnou chvíli, aby se zrodil jako člověk a realizoval tak konečný cíl své cesty. Ve svém posledním lidském zrození má dostatek moudrosti a vytrvalosti k tomu, aby byl schopen realizovat osvícení bez pomoci učitele. Po svém probuzení stráví zbytek života šířením nově objeveného učení. V okamžiku své smrti pak vstoupí do parinirvány. Vstupem do parinirvány je označována smrt každé plně probuzené bytosti, mysl i tělo se rozpadnou, aniž by došlo k novému zrození a je tak plně realizována absolutní pravda (nirvána).
Podle původní tradice poslední bytostí, která dosáhla buddhovství (rozuměj samjaksambuddhovství), je Buddha Šákjamuni, vlastním jménem Siddhárta Gautama. Buddha Šákjamuni však není ani prvním, ani posledním buddhou, předcházelo mu nespočet buddhů, z toho předposledních šest bylo pozemských: 1. Vipašjin (pá Vipassi), 2. Šikin (pá Sikhú), 3. Višvabhú (pá Véssabhú), 4. Krakučhanda (pá Kakusandha), 5. Kónágama, 6. Kášjapa (pá Kassapa). Poslední pozemský buddha, který bude následovat po Šákjamunim, je buddha Maitréja (pá Mettejja). Všichni buddhové tak dohromady společně tvoří jeden spirituální rodokmen.
Novější buddhistické školy se začaly odlišovat nejen ve výčtu pozemských buddhů (buddha Maitréja nebude posledním pozemským buddhou), ale i v názoru na způsob realizace buddhovství (k jeho realizaci nedochází v posledním lidském zrození, ale již dávno předtím), na buddhovu smrt a odchod do parinirvány (buddha ve skutečnosti neodchází do parinirvány) apod.

### Transcendentní buddhové
V mahajánovém a vadžrajánovém buddhismu existuje množství tzv. transcendentálních buddhů a bódhisattvů jakožto ztělesnění rozličných stránek buddhovského principu a vládců určité sféry. Jména některých z nich jsou: Vairóčana, Ratnasambhava, Amitábha, Amóghasiddhi, Akšóbhja, Kšitigarbha, Vadžrapáni, Akašagarbha, Avalókitéšvara, Maitréja, Nirvaranaviškambhin, Samantabhadra, Maňdžušrí a další.

## Typologie ostatních škol

### Théraváda

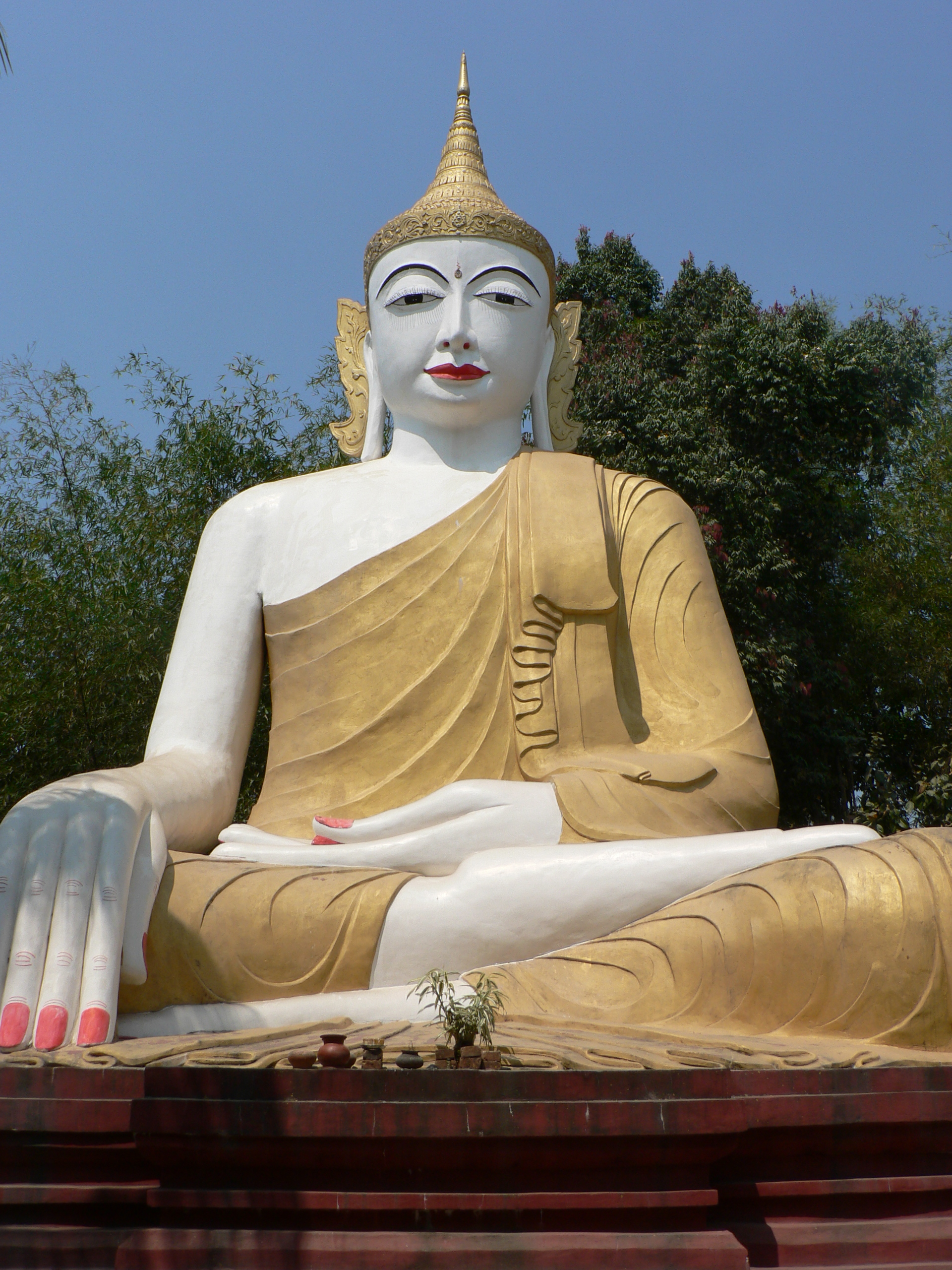
Buddhova socha v Myanmaru

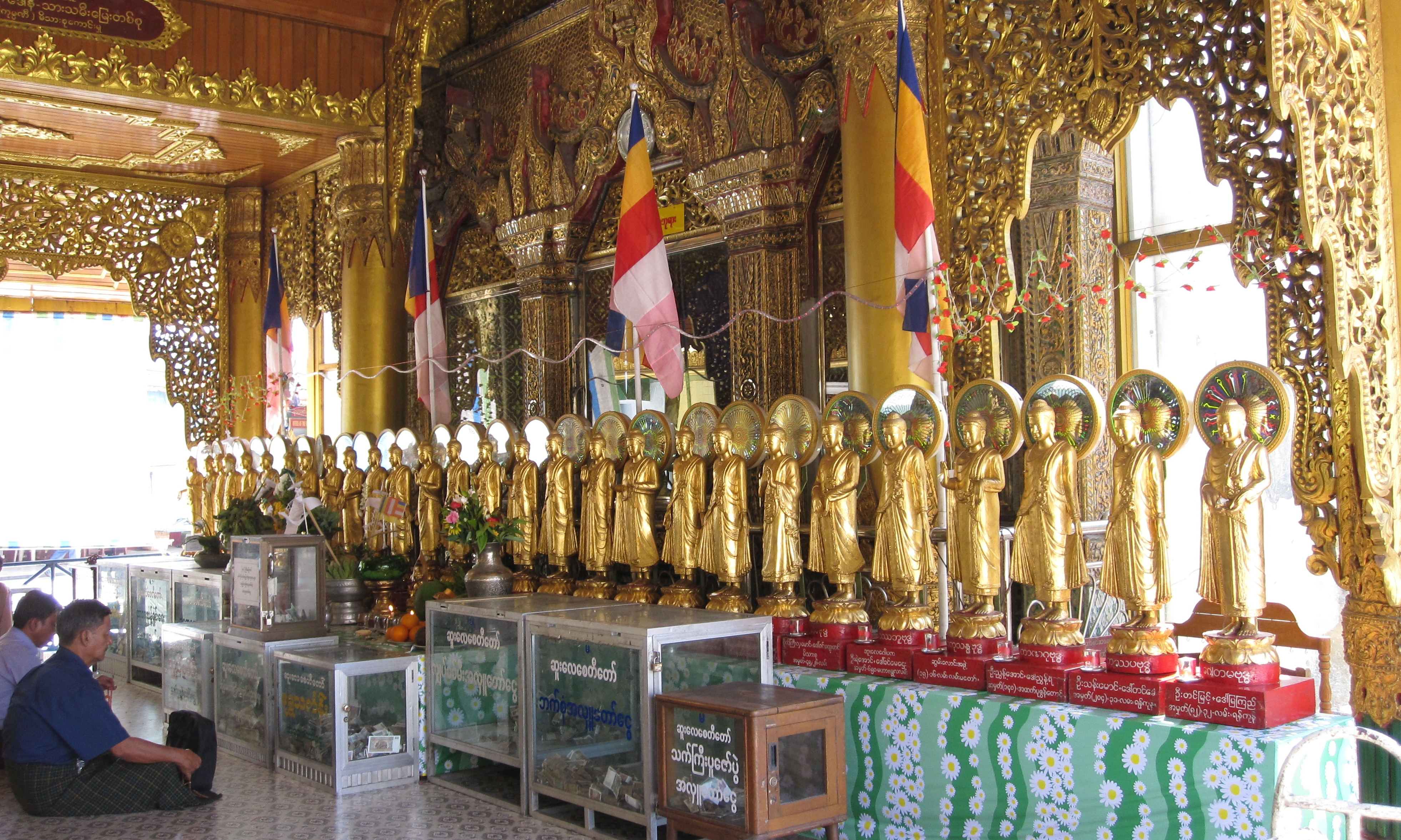
29 buddhů théravády, interiér pagody v Myanmaru

(termíny uvedeny pouze v jazyce páli – pozn.)
V théravádovém buddhismu je možné v textech najít výše uvedené členění, ale většinou se spíše hovoří o různých druzích probuzení, než o různých druzích buddhů (probuzení žáka – sávaka-bódhi, probuzení osamoceného buddhy – paččéka-bódhi a probuzení nejvyššího dokonalého buddhy – sammásam-bódhi). Samotné označení buddha se obvykle používá pro sammásambuddhu, případně paččékabuddhy. Sávaka-buddhové se často označují jako arahanté, přesněji řečeno jako arahanté v užším slova smyslu, protože arahantem je každá bytost očištěná od nečistot mysli, tedy i sammá-sambuddha a paččéka-buddha.

### Mahájána
V pozdějších školách se však pojetí buddhy měnilo. V mahájánových sútrách se začalo objevovat učení o třech tělech (trikája) – tělo vyzáření (skt: nirmanakája, tib: tulku), tělo blaženosti (skt: sambhógakája, tib: longku) a tělo pravdy (skt: dharmakája, tib: čöku). Na základě těchto učení se objevili buddhové dnes často nepřesně označovaní jako transcendentální buddhové či dhjánibuddhové, kteří na základě své realizace a zásluh manifestovali tzv. čisté země, pole vědomí, v nichž je možné se zrodit a dosáhnout tak osvobození. Nejznámější z těchto zemí je Čistá země (tib: Dévačhen) Sukhávatí buddhy Amitábhy. Součástí osvíceného stavu buddhů je tedy i sambhógakája (překl. „tělo blaženosti“), díky které mohou neustále pomáhat všem bytostem. Obdobně jako transcendentální buddhové se začali v mahájáně objevovat i transcendentální bódhisattvové, kteří taktéž vládnou výjimečnými schopnostmi a moudrostí, obdobně jako dhjánibuddhové si udržují tělo blaženosti (sambhógakája) a pomáhají všem bytostem, dokud všechny nedosáhnou konečného osvobození. Dhjánibuddhové a dhjánibódhisattvové jsou považováni za doklad zbožštění Buddhy. V lidových kultech tomu tak do určité míry je. Například kolem čínské Kuan-jin (ženská podoba bódhisattvy Avalókitešváry) se vytvořily kulty podobné křesťanským lidovým kultům spojenými s křesťanskými světci. Avšak v buddhismu se jedná spíše o zosobnění jednotlivých vlastností buddhů, které jsou neoddělitelné od naší mysli a jsou tak dalším nástrojem, který napomáhá dosažení probuzení buddhistickým praktikujícím. Například zmíněný Avalókitéšvára zosobňuje soucit. Jména některých dalších jsou: Vairóčana, Ratnasambhava, Amitábha, Amóghasiddhi, Akšóbhja, Kšitigarbha, Vadžrapáni, Akašagarbha, Avalókitéšvara, Maitréja, Nirvaranaviškambhin, Samantabhadra, Maňdžušrí ((kaja )) atd. Ve výtvarném zobrazení transcendentních buddhů se v průběhu staletí ustálila víceméně jednotná ikonografie.

### Vadžrajána

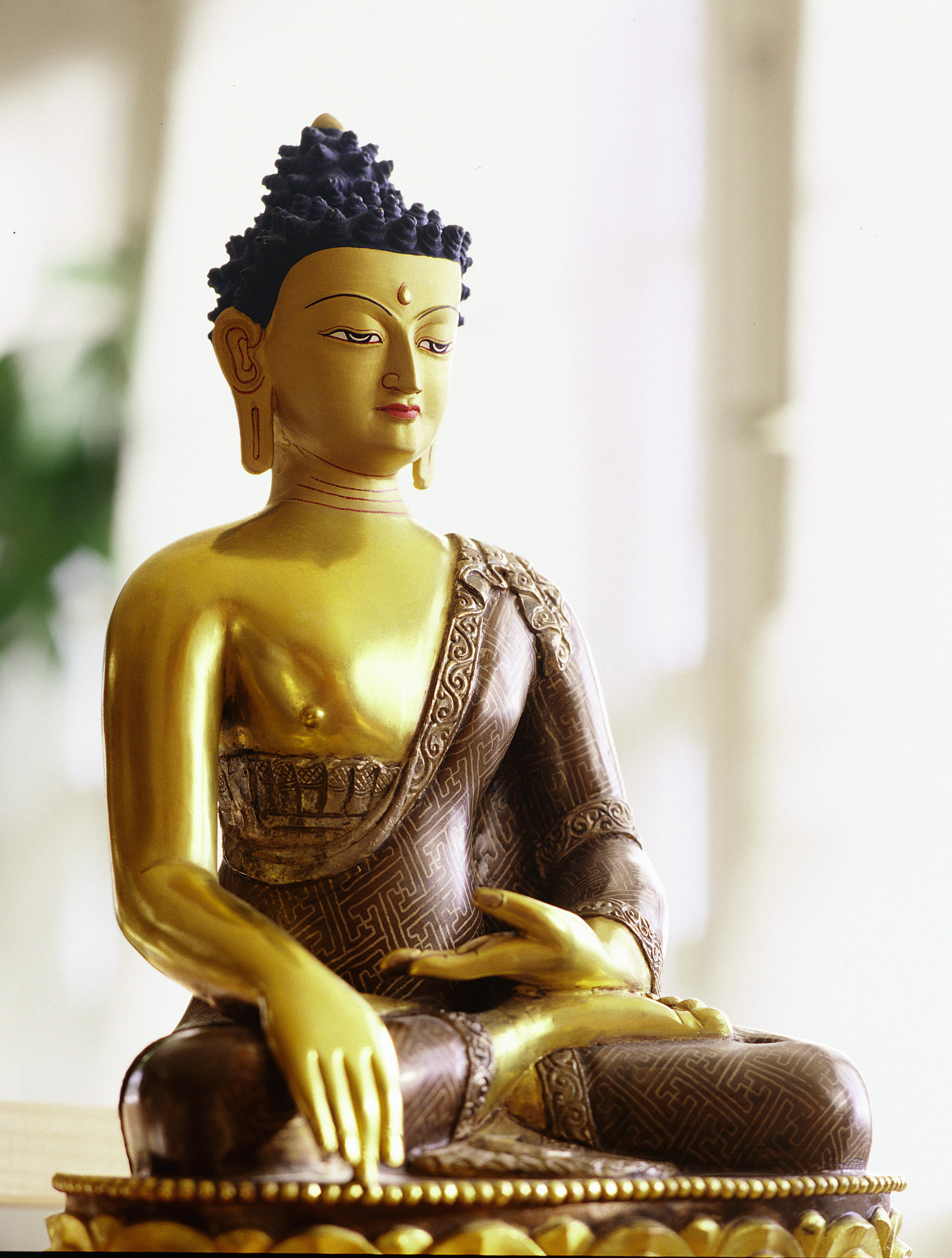
Buddha Šákjamuni

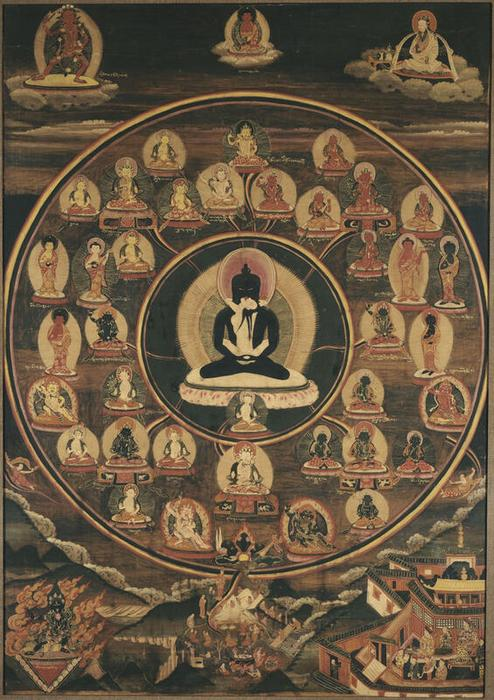
Ádi-buddha (prvotní buddha)

Podstatou vadžrajány je pochopení faktu, že buddha není vnější osobou nebo bohem, ale zrcadlem naší vlastní mysli. Praktikující se zde identifikují s dokonalými vlastnostmi osvícení a rozpoznávají je jako vlastní.
Vadžrajána od mahájány převzala učení o třech tělech, taktéž považuje cestu šrávaků a pratjéka buddhů za nižší duchovní cestu. Avšak na rozdíl od mahájány v tantrických školách, vznikajících asi od 6. století a později zahrnutých do vadžrajány, je možné pomocí speciálních metod dosáhnout schopností a moudrosti samjaksambuddhy, tedy osvícení, během jediného života. Není třeba procházet dlouhou a namáhavou cestu bódhisattvy. Za pomoci udržování slibů bódhisattvy, tajných tantrických metod a pod blízkým vedením osvíceného učitele (gurua) lze realizovat probuzení samjaksambuddhy (tedy samjaksambódhi) během relativně krátké doby. Jestliže se tedy používá pojem buddha a buddhovství, odpovídá to vzhledem k moudrosti a schopnostem výše uvedenému samjaksambuddhovi, ale tento cíl byl dosažen odlišnými prostředky. Bytosti, které realizovaly tento cíl a dosáhly nadpřirozených schopností, vševědoucnosti a učitelských dovedností buddhy jsou označovány jako siddhové, případně mahásiddhové (v sanskrtu siddhi, v pálí iddhi je označení pro nadpřirozené schopnosti). Pojem buddha však začal být používán v tantrách vadžrajány i v dalších odlišných významech na základě velmi komplexního učení o:
- 3 tělech,
- 5 elementech,
- 5 agregátech,
- 4 vědomích,
- 4 smyslových objektech,
- 4 smyslech a
- 4 časech

### Zen

„Buddha z Kamakury“ je jednou z nejstarších soch Buddhy Amidy v Japonsku, chrám Kótokuin

V zenovém buddhismu (čínsky čchan, v sanskrtu dhjána) je slovo buddha synonymem pro věčnou, nepředstavitelnou a nadčasovou pravdu, úplnost a absolutní dokonalost, tedy pro nirvánu. Buddhou je také označována i každá probuzená bytost, přičemž není příliš používáno výše zmíněné členění, tzn. že jestliže se v zenu používá pojem buddha jako titul, je jím míněna probuzená bytost bez ohledu na své schopnosti nebo způsob, jakým dosáhla osvícení.
Vedle Buddhy jako historické osobnosti požívají v zenu značné úcty i tzv. patriarchové, mezi nimiž bylo v přímé linii předáváno Buddhovo učení (dharma), dle stoupenců zenu, ve své nejryzejší podobě. Prvním indickým patriarchou byl Mahákášjapa (v pálí Mahá Kassapa), který přijal učení přímo od Buddhy; patriarchou, který přinesl učení zenu do Číny byl Bódhidharma (asi 1. pol. 6. století), posledním, šestým patriarchou byl Chuej-neng (asi 7. století). Je třeba podotknout, že v jednotlivých zenových školách jsou často jako patriarchové označováni zakladatelé těchto škol nebo významní mistři. Nejedná se však o původní „patriarchát“, který v 7. století zanikl.